# Gonorynchidae
Los peces de arena picudos son el género Gonorynchus, el único dentro de la familia Gonorynchidae de peces marinos, incluida en el orden Gonorynchiformes, distribuidos por los océanos Índico y Pacífico. Su nombre procede del griego: gonos (origen) + rhyngchos (hocico).
Aparecen por primera vez en el registro fósil en el Cretácico superior, durante la era Mesozoica.

## Morfología
Tienen el cuerpo muy alargado con hasta 60 cm de longitud máxima, recubierto incluso en la cabeza por escamas ctenoideas, siendo la familia más primitiva que presentan este tipo de escamas; la boca es subterminal con un maxilar superior protusible, con un hocico puntiagudo que tiene un bigote en la punta.
Las aletas dorsal y anal, con una decena de radios cada una, están situadas muy posteriormente en el cuerpo; no presentan vejiga natatoria.

## Especies
Existen sólo 5 especies agrupadas en este género y familia:
- Género Gonorynchus:
  - Gonorynchus abbreviatus (Temminck y Schlegel, 1846)
  - Gonorynchus forsteri (Ogilby, 1911)
  - Gonorynchus gonorynchus (Linnaeus, 1766) - Caduchón
  - Gonorynchus greyi (Richardson, 1845)
  - Gonorynchus moseleyi (Jordan y Snyder, 1923)

### Géneros fósiles
- Género †Charitopsis Gayet, 1993